# 奥隆扎克
奥隆扎克（法語：Olonzac，法語發音：[ɔlɔ̃zak]）是法国埃罗省的一个市镇，属于贝济耶区。

## 地理
奥隆扎克（43°17'2"N, 2°43'51"E）面积18.95 平方千米，位于法国奧克西塔尼大區埃罗省，该省份为法国南部沿海省份，南濒地中海，西南接奥德省，西北接塔恩省和阿韦龙省，东北与加尔省接壤。
与奥隆扎克接壤的市镇（或旧市镇、城区）包括：阿尔让米内尔瓦、阿济耶、翁普斯、帕拉扎、佩皮约、普佐尔米内尔瓦、鲁比亚、图鲁泽勒、阿济亚内、博福尔、塞斯拉斯、乌皮亚。

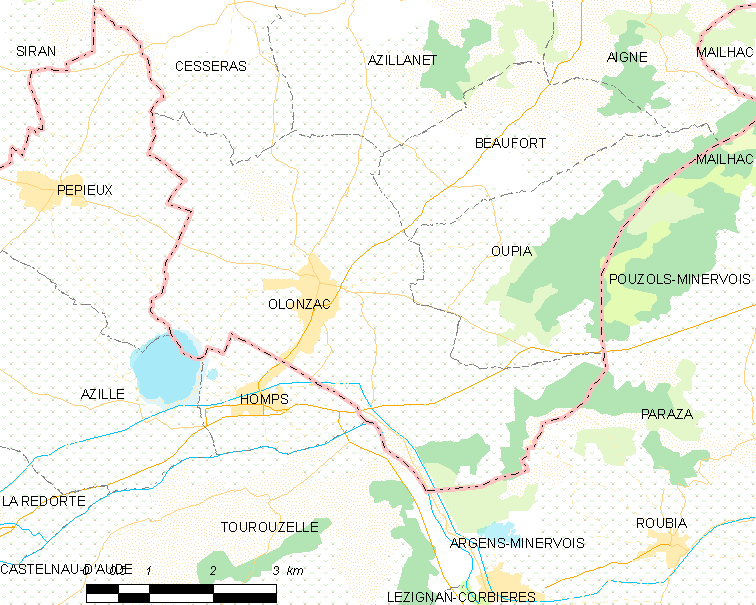
奥隆扎克的OSM定位图

奥隆扎克的时区为UTC+01:00、UTC+02:00（夏令时）。

## 行政
奥隆扎克的邮政编码为34210，INSEE市镇编码为34189。

## 政治
奥隆扎克所属的省级选区为圣庞斯德托米耶尔县。

## 人口

1962-2008年间奥隆扎克人口变化图示

奥隆扎克于2022年1月1日时的人口数量为1683人。